# Asymplecta phorbiophora
Asymplecta phorbiophora är en fjärilsart som beskrevs av Diakonoff 1955. Asymplecta phorbiophora ingår i släktet Asymplecta och familjen äkta malar. Inga underarter finns listade i Catalogue of Life.